# اماندا (اوهایو)
اماندا، اوهایو (به انگلیسی: Amanda, Ohio) یک منطقهٔ مسکونی در ایالات متحده آمریکا است که در اوهایو واقع شده‌است.

## خصوصیات
اماندا ۰٫۷۸ کیلومترمربع مساحت و ۷۳۷ نفر جمعیت دارد و ۲۸۱ متر بالاتر از سطح دریا واقع شده‌است.